# 夏宇红
夏宇红（1966年6月—），女，汉族，中华人民共和国政治人物。现任中国运载火箭技术研究院型号副总设计师。第十二、十三、十四届全国政协委员。